# Kanton Vélines
Der Kanton Vélines war von 1790 bis 2015 ein französischer Wahlkreis im Arrondissement Bergerac, im Département Dordogne und in der Region Aquitanien; sein Hauptort war Vélines, Vertreter im Generalrat des Départements war zuletzt von 2001 bis 2015, wiedergewählt 2008, Serge Fourcaud (PS). 
Der zwölf Gemeinden umfassende Kanton war 136,99 km² groß und hatte 10.617 Einwohner (Stand: 2011).

## Gemeinden
| Gemeinde                               | Einwohner Jahr | Fläche km² | Bevölkerungsdichte | Code INSEE | Postleitzahl |
| -------------------------------------- | -------------- | ---------- | ------------------ | ---------- | ------------ |
| Bonneville-et-Saint-Avit-de-Fumadières | 296 (2013)     | 7,04       | 42 Einw./km²       | 24048      | 24230        |
| Fougueyrolles                          | 484 (2013)     | 11,45      | 42 Einw./km²       | 24189      | 33220        |
| Lamothe-Montravel                      | 1.283 (2013)   | 11,63      | 110 Einw./km²      | 24226      | 24230        |
| Montazeau                              | 309 (2013)     | 13,78      | 22 Einw./km²       | 24288      | 24230        |
| Montcaret                              | 1.437 (2013)   | 17,07      | 84 Einw./km²       | 24289      | 24230        |
| Nastringues                            | 102 (2013)     | 6,22       | 16 Einw./km²       | 24306      | 24230        |
| Port-Sainte-Foy-et-Ponchapt            | 2.498 (2013)   | 18,32      | 136 Einw./km²      | 24335      | 33220        |
| Saint-Antoine-de-Breuilh               | 1.967 (2013)   | 17,82      | 110 Einw./km²      | 24370      | 24230        |
| Saint-Michel-de-Montaigne              | 351 (2013)     | 9,1        | 39 Einw./km²       | 24466      | 24230        |
| Saint-Seurin-de-Prats                  | 472 (2013)     | 5,56       | 85 Einw./km²       | 24501      | 24230        |
| Saint-Vivien                           | 274 (2013)     | 8,53       | 32 Einw./km²       | 24514      | 24230        |
| Vélines                                | 1.109 (2013)   | 10,47      | 106 Einw./km²      | 24568      | 24230        |

## Bevölkerungsentwicklung
| 1962 | 1968 | 1975 | 1982 | 1990 | 1999 | 2006   | 2011   |
| ---- | ---- | ---- | ---- | ---- | ---- | ------ | ------ |
| 7545 | 8286 | 8236 | 8546 | 9243 | 9707 | 10.464 | 10.617 |